# تاتسوگو، ناگوشیما
تاتسوگو، ناگوشیما (به لاتین: Tatsugō, Kagoshima) یک منطقهٔ مسکونی در ژاپن است که در Ōshima District واقع شده‌است. تاتسوگو ۸۲٫۰۸ کیلومتر مربع مساحت و ۵٬۹۹۲ نفر جمعیت دارد.